# Michael Laucke
Michael Laucke, né le 29 janvier 1947 et mort le 2 décembre 2021,, est un guitariste classique et flamenco canadien.
Compositeur et homme d'affaires de l'industrie de la musique, sa carrière internationale s’étend sur 50 ans avec une moyenne de 150 concerts par saison, dans les grandes salles de concert de 25 pays,. Selon la Gazette de Montréal, Michael Laucke a reçu pleine reconnaissance des gouvernements fédéral et provinciaux du Canada ; ils considéraient que « plus que quiconque, il a contribué à l’essor de la guitare dans notre pays ». En 1971, après le premier de nombreux concerts qu’il a donnés à la National Gallery of Art, le Washington Post a publié que Michael Laucke affiche « la plus haute forme de virtuosité ». En 1982, il a été sélectionné par Andrés Segovia pour jouer pour le réseau PBS au Metropolitan Museum of Art à New York, après quoi il est devenu le seul disciple canadien de Andrés Segovia,.
Il a étudié la guitare classique avec les maîtres Andrés Segovia, Julian Bream, and Rolando Valdés-Blain (en). Il a partagé un loft à New York au début des années 1970 avec Paco de Lucía, un maître guitariste espagnol qui l'a initié au flamenco,. Michael Laucke a élargi le répertoire de la guitare avec plus de cent transcriptions et vingt-cinq compositeurs canadiens lui ont écrit des œuvres atonales, y compris un Concerto de flamenco pour guitare et orchestre symphonique complet. Il a enregistré seize albums. En 2015, Michael Laucke a été nommé à l'Ordre du Canada, Lifetime Achievement Award (Œuvre d’une vie), qui est la deuxième plus haute distinction civile de son pays. Au cours de sa carrière d'un demi-siècle, il a reçu de nombreux autres prix et distinctions, y compris le Grand Prix du Disque, pour le meilleur enregistrement canadien.

## Biographie

### Jeunesse

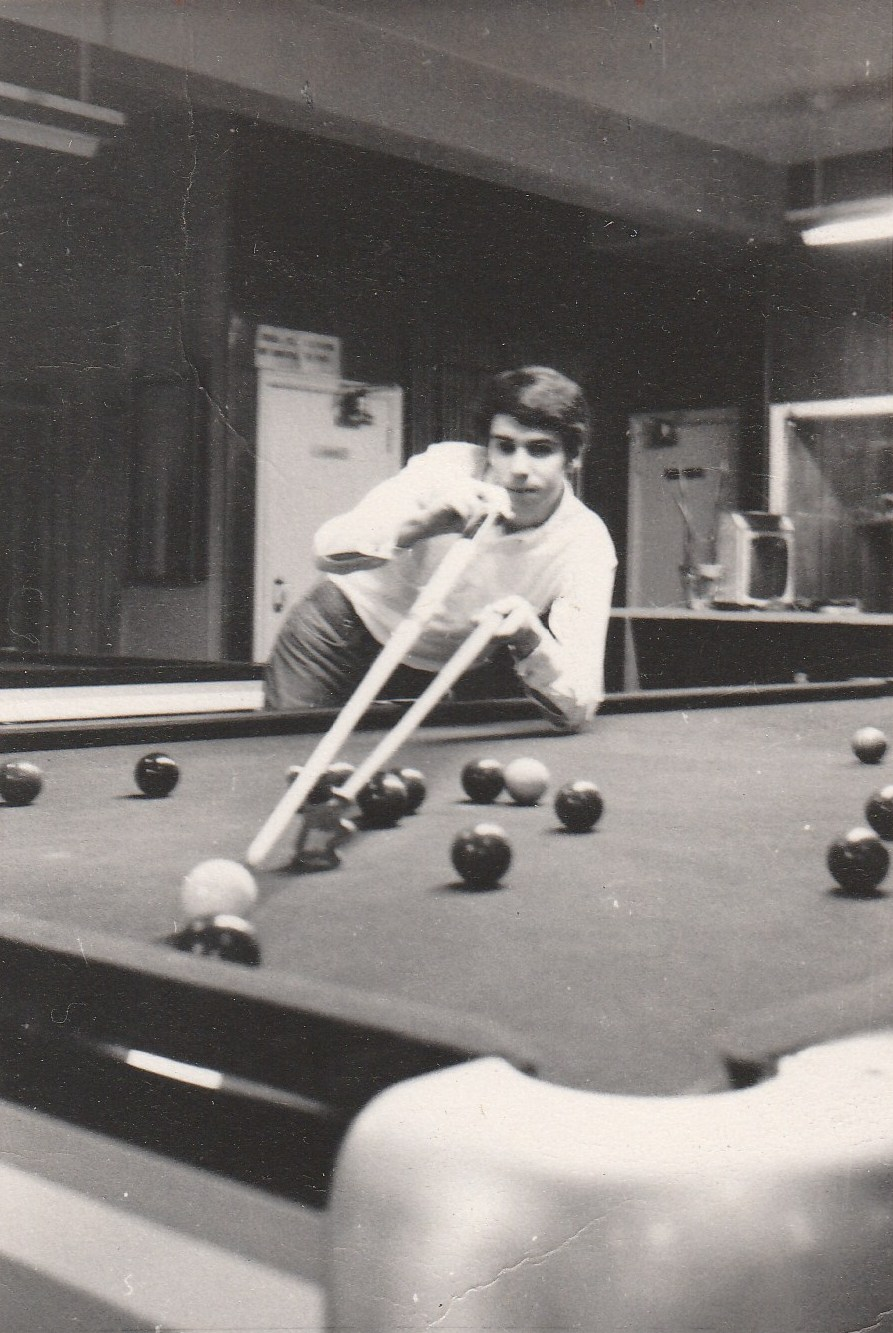
Michael Laucke a remporté la victoire contre le champion de snooker de l'Amérique du Nord

Michael Laucke est né à Montréal, Québec, Canada le 29 janvier 1947. Ses parents étaient d’origine juive russe et polonaise et se sont séparés lorsqu’il était âgé de 6 mois. Il a été élevé par sa grand-mère, qui a trépassé dans sa 100e année. À l’âge de sept ans Michael Laucke a été le sujet d’un article dans le journal Montréal Star pour la première fois, en tant que concepteur et constructeur d’un bateau construit à partir de 2 000 cure-dents. À l’âge de dix ans, il était déjà expert dans la pratique du Yo-yo, et il a découvert qu'il aimait apparaître en public et aimait également la compétition,. Lors d’un concours de Yo-yo qu’il a gagné à Montréal en compétition avec 2 000 candidats, il a remporté un vélo qui valait 60 C $. À l'âge de treize ans, il est devenu un joueur de snooker (billard) compétent. Puis, il s’intéressa rapidement à la guitare.
À cette époque, en raison de la désapprobation de son frère, il jouait de la guitare chez des amis, lui disant qu'il faisait ses devoirs. Plus tard, adulte jeune, il est devenu un sérieux concurrent sur le circuit de billard professionnel lorsqu'il a vaincu le champion nord-américain George Chenier (en),. Grâce à ses prouesses avec le bâton de billard, Laucke a obtenu un emploi comme démonstrateur pour la Brunswick Corporation, un fabricant de table de billard. Cela lui a permis de financer 110 voyages à New York pour étudier la guitare avec Rolando Valdés-Blain (en). Comme il faisait d’énormes progrès en guitare, à l'âge de dix-huit ans, il a dû faire un choix de carrière, et il a abandonné le billard.

### Début de carrière
En 1961 Frank Angelo (fondateur des Cosmetics MAC) a pris en photo Michael Laucke et est devenu son premier manager. Michael Laucke effectua son premier concert de musique atonale à Montréal en 1965 avec la Société de musique contemporaine du Québec (SMCQ). Son premier concert à New York a eu lieu en 1972 au Greenwich House Music School (en), où Michael Laucke a été découvert par le sénateur Claiborne Pell. En 1973, il est en vedette dans un documentaire produit par Radio-Québec appelé La Guitare. En 1976, il a joué aux Jeux olympiques d'été de Montréal, transmis en direct sur Radio-Canada (CBC) à la télévision canadienne.

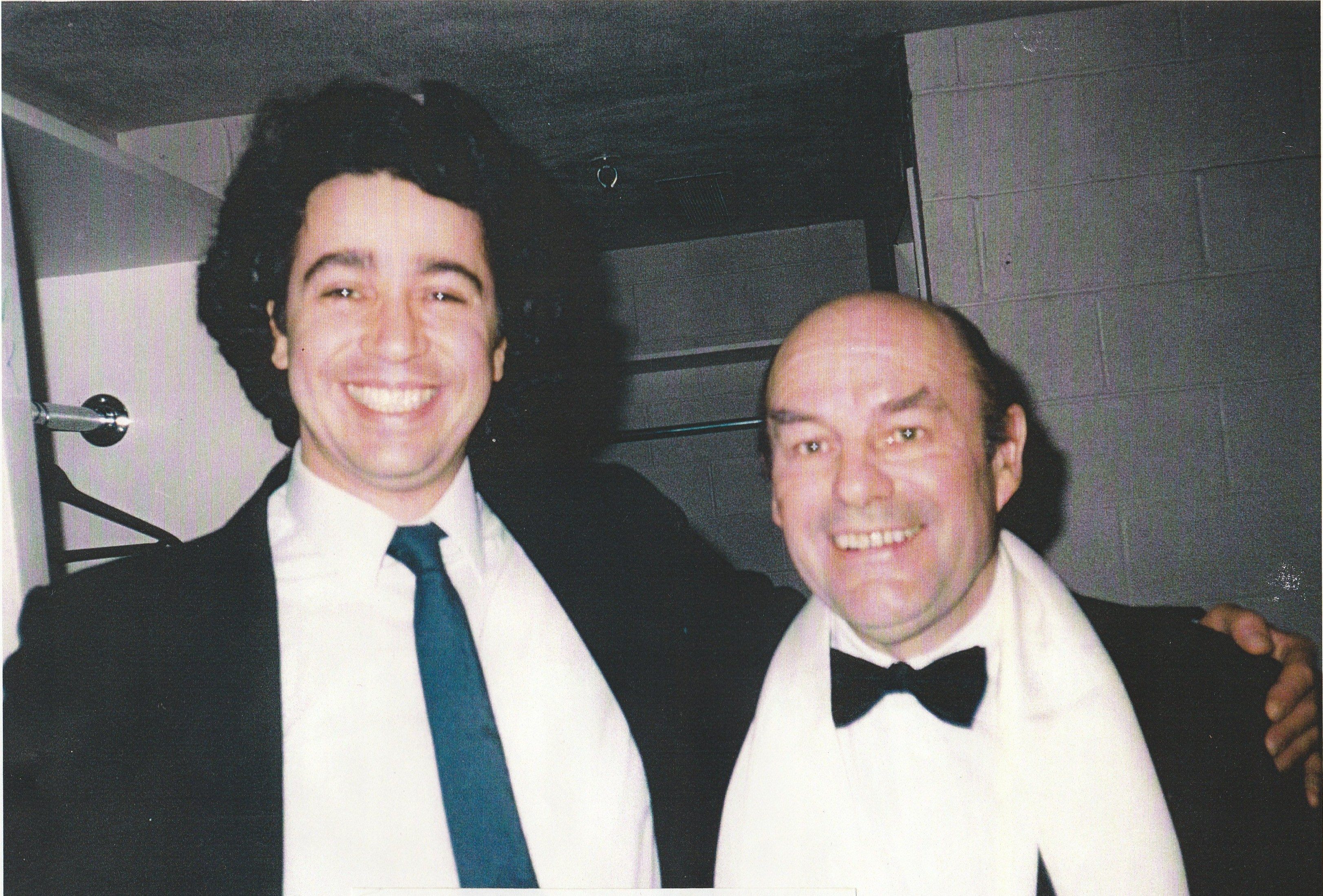
Michael Laucke avec son professeur, le guitariste classique Julian Bream

Michael Laucke a étudié avec plusieurs maîtres de la guitare classique, d'abord avec le franco-espagnol Rolando Valdes-Blain entre 1963-1977, puis Julian Bream en 1969 comme gagnant des Master classes Julian Bream, et Andrés Segovia de 1982 à 1986,. Laucke partagea un loft à New York au début des années 1970 avec Paco de Lucía et ils ont joué ensemble pour la jet-set à New York, y compris pour le couturier Calvin Klein, la créatrice de bijoux chez Tiffany la comtesse Elsa Peretti, Andy Warhol, Halston, et Giorgio di Sant'Angelo (en),. En 1977, il fonda Trio 3 avec Sayyd Abdul Al-Khabyyr (en) et Pauline Vaillancourt; la même année, la compagnie de cordes de guitare D'Addario est devenue le sponsor de Michael Laucke,.
Son enregistrement d'œuvres de William Walton, Richard Rodney Bennett et François Morel sur l'étiquette Radio Canada International (RCI 457) a remporté le Grand Prix du Disque de Conseil de la Musique en 1979 pour le meilleur enregistrement canadien. Virus Montréal fait remarquer que «Peu d’instrumentistes se consacrent avec tant de vigueur, d'enthousiasme, d'audace et de maîtrise», et le magazine MusiCanada parle de la technique et de la sensibilité de Michael Laucke. Le magazine Guitare et Luth a déclaré en avril 1980, que l'album a été superbement présenté: « Un des meilleurs au cours des dernières années », et en septembre 1980 Music magazine le nomme un talent majeur qui « imprime subtilement sa propre personnalité sur la musique », investissant chaque phrase avec sa touche personnelle.
En 1980, le nombre croissant de concerts et d'enregistrements et un calendrier de voyage chargé, ont fait craindre a Michael Laucke qu'il ne resterait pas assez d'heures pour répéter. Il a donc inventé un "Practicer" (Répétiteur), une petite manche en bois, avec six cordes tendues sur un chevalet. L'instrument mesurait huit pouces par quatre et lui a permis de répéter tranquillement au cours de ses voyage. Michael Laucke a constaté que « ces heures supplémentaires d'exercices ont apporté un grand avantage lors des concerts ».
Michael Laucke a continué de recevoir plusieurs autres prix et critiques.

#### Enseignement
Michael Laucke a été professeur de guitare à l'Université Concordia de Montréal en 1976, mais a choisi deux ans plus tard une carrière exclusivement d'interprète. Dix ans plus tard, cependant, il a décidé de transmettre sa connaissance de la guitare grâce à une série de vidéos éducatives, son contenu comprenant des informations tirées de ses professeurs: Andrés Segovia, Julian Bream, Alirio Diaz, et Rolando Valdes-Blain. À propos de cette série de vidéos le magazine Guitar Player (en) dit « L'enthousiasme de Michael Laucke est contagieux », et Frets Magazine a parlé de « ...enseignement réfléchi et approfondi ». Il a également publié des articles sur la guitare classique.

#### Articles
Michael Laucke a publié plusieurs articles dans des revues musicales au sujet de la croissance de la guitare au Canada:
- "The Guitar in Canada" (5 pages) Soundboard Magazine, Californie[45]
- "Growth of the Guitar in Canada", par Michael Laucke (6 pages) Guitar and Lute magazine, Hawaii[46]
- "Michael Laucke Writes About the Canadian Guitar" Waterloo Music Journal, Canada[47]

### Aujourd'hui
Après 50 ans de concerts, Michael Laucke poursuit une carrière active. Outre de nombreuses apparitions en concert en Amérique du Nord, il a récemment[Quand ?] accepté plusieurs tournées internationales. Un nouvel album intitulé Flamenco Road 2 est en préparation depuis septembre 2015. Il est aussi un entrepreneur et homme d'affaires dans l'industrie de la musique,.
En 2012 Michael Laucke a été nommé pour l'Ordre du Canada Lifetime Achievement Award. En 2015 Michael Laucke a de nouveau été nommé pour le même prix; les résultats seront annoncés au début 2016 99. Michael Laucke continue de faire des présentations et des enregistrements, mais à un rythme moins trépidant.

## Tournées mondiales

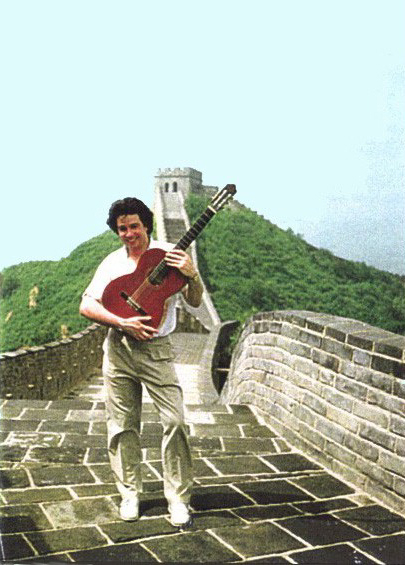
Michael Laucke en tournée en Chine, au cours du documentaire de Radio-Canada sur la Grande Muraille de Chine

La carrière de Michael Laucke a duré 50 ans, avec une moyenne de 150 prestations par saison, comprenant des concerts et des émissions de télévision dans 25 pays,. Il a joué en Angleterre (Wigmore Hall),, aux États-Unis au Carnegie Hall et la Maison Blanche, en Bulgarie, en Hongrie, en Chine, sur la Grande Muraille de Chine, à Hong Kong, en Espagne, en Israël, aux Indes,, au Japon, au Maroc, au Pakistan et en Russie.
Au Canada, depuis 1986, il a donné des concerts annuels à la Place des Arts de Montréal. À la suite d'un concert en 1990 au Grand Théâtre de Québec de la ville de Québec, le journal français Le Soleil a écrit une revue intitulée « Michael Laucke : jouer pour faire aimer la guitare », en déclarant: « Il joue comme par reflexe, comme il respire. Plus qu'un virtuose, Michael Laucke est un talent pur, par qui le charisme arrive! ...irrésistible, ce Michael Laucke » Les critiques ont souvent écrit sur la présence sur scène de Michael Laucke. À Chicago un critique musical a noté « Laucke a cette facilité de communiquer son grand amour pour la musique, et quelle présence sur scène! Sa manière détendue, son sourire rayonnant et sa gracieuse voix ont gagné le cœur du public avant même qu'il a joué une note ».
Il a effectué de nombreux concerts à Washington, DC, sous les
auspices du sénateur américain Claiborne Pell, dont plusieurs à la National
Gallery of Art. Le Washington Post a proclamé que Michael Laucke affiche « la plus haute forme de virtuosité » et est « l'un des meilleurs guitaristes à avoir joué à Washington depuis longtemps ».

## Style et influences

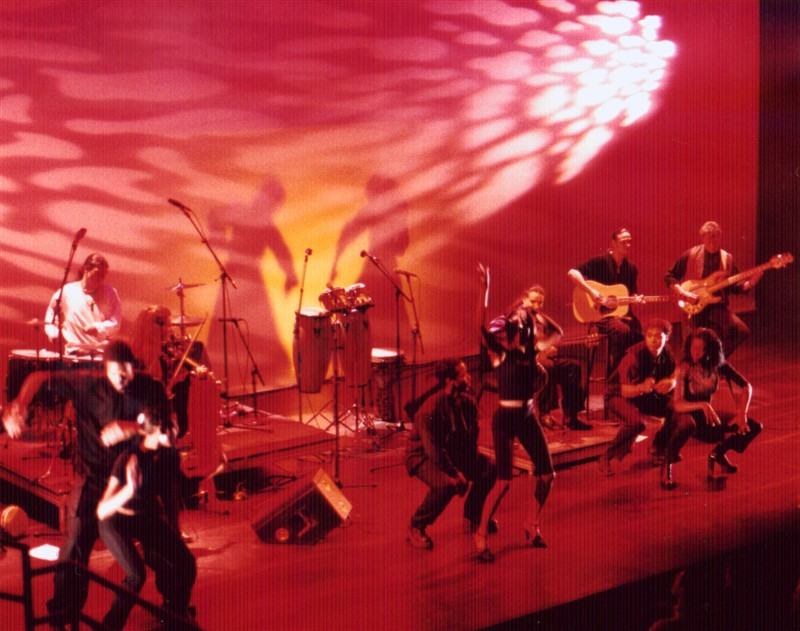
Michael Laucke et son groupe à la Place des Arts - Montréal

Puisque la guitare classique est limitée, on finit par chercher autre chose. Je faisais du flamenco, et je aime ça. Il y a plus de diverses techniques en flamenco; juste à la main droite, nous en avons 20.
Le style de musique classique / flamenco de Michael Laucke est un mélange de ses études classiques avec Bream, Ségovia, Valdès-Blain, et son amitié avec Paco de Lucía,. Bien que les deux styles musicaux, classique et flamenco, soient très différents, Le Soleil le journal français décrivait les sentiments et le raisonnement de Michael Laucke sur l'exécution des deux,.
Son mélange des styles classique et flamenco, parfois appelé nouveau flamenco (nuevo flamenco), conduit le critique de musique Eric McLean, de la Gazette de Montréal à proclamer: « C'est l'intérêt de Michael Laucke pour le flamenco qui le rend spécial: On pourrait l'appeler le premier interprète de la musique flamenco, dans le sens où il emprunte les œuvres traditionnelles par Sabicas, Carlos Montoya et Paco de Lucia, et les rendent à sa manière, une pratique à laquelle ils sont d'accord. » Selon la Gazette de Montréal, Michael Laucke a reçu pleine reconnaissance des gouvernements fédéral et provinciaux du Canada ; ils considéraient que « plus que quiconque, il a contribué à l’essor de la guitare dans notre pays ». Il est l'un des« cinq des solistes les plus connus du Canada », selon The Music Scene magazine publié par Société canadienne des auteurs, compositeurs et éditeurs de musique (SOCAN).
Dans une interview pour le magazine Voir, Michael Laucke a déclaré: « C’est aussi très influencé par mon background en classique. Donc, c’est un flamenco plus smooth ». Un exemple de ce style peut être entendu dans le traitement de Michael Laucke de la transcription bien connue de la guitare classique appelée Leyenda. C'est une interprétation flamenco qui utilise plusieurs instruments de percussion (claves, maracas, castagnettes spéciales montés sur des blocs de bois, carillons et un grand gong), la contrebasse et la flûte. (voir section Médias ci-dessous)
Le 12 septembre 2001, Laucke sortira un CD intitulé Flamenco Road, composé et arrangé principalement de ses propres compositions dans ce nouveau style de flamenco. L'enregistrement utilisa 24 pistes, sans doute le seul enregistrement dans ce style à employer une telle instrumentation complexe. La chanson-titre utilise trois guitares à cordes de nylon (classique et flamenco), un ensemble de tambour (7 micros), un ensemble conga (3 micros), bongos, trois guitares électriques, voix falseta, trois claviers (dont le piano), et trois trompettes. Flamenco Road atteint le numéro un sur les palmarès vidéo à travers le Canada pour 5 semaines consécutives. (Voir la section des médias ci-dessous pour visionner la vidéo)
Laucke résume: « .. La guitare espagnole reste mon premier amour; la guitare flamenco est ma passion ».

### Paco de Lucía

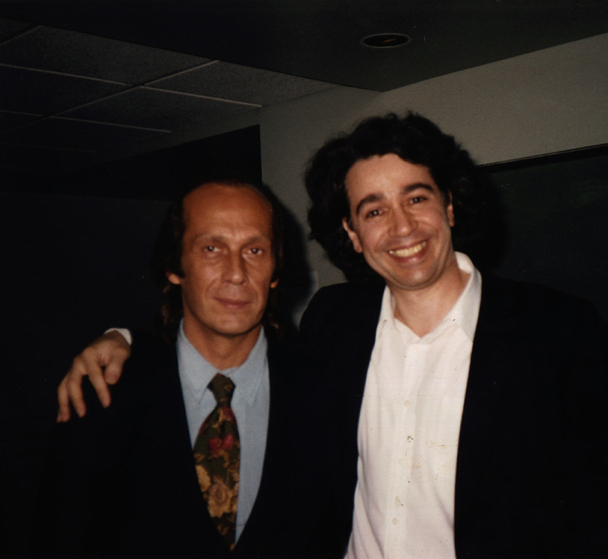
Laucke avec son ami et mentor Paco de Lucia, signé "un câlin"

Dans les années 1970, Michael Laucke a déménagé à New York pour poursuivre sa carrière. Son mentor, Rolando Valdes-Blain, lui demanda si cela ne le gênait pas de partager son loft avec le guitariste flamenco Paco de Lucia qui s'installa dans le salon. Afin de pratiquer, Paco de Lucia s'enferma dans la salle de bains car il aimait la résonance du carrelage. Michael Laucke joue du flamenco depuis qu'il est enfant, « mais je n'avais jamais osé le jouer en public. C'était quelque chose pour moi seul ». Dans le journal Le Soleil, Michael Laucke déclara, « Cette rencontre a changé ma vie. Nous avons vécu ensemble à New York, et il m'a appris des œuvres inédites de Flamenco et auxquelles aucun autre guitariste n’a jamais eu accès. » Michael Laucke lui enseigna la musique de Bach et de Villa-Lobos et Paco de Lucía en retour montra à Michael Laucke quelques-uns des secrets de son art de flamenco, une tradition orale transmise de générations en générations. « Donc pour moi, qu'un guitariste du calibre de Paco m'enseigne toutes ces techniques était un incroyable coup de chance ».
Michael Laucke affirma dans la Gazette de Montréal que « de Lucía était le plus grand talent naturel que je n'ai jamais rencontré. J'entendais ces mélodies incroyablement complexes qui résonnent contre les carreaux de ma salle de bain. À ce moment, il créa une pièce intitulée Entre Dos Aguas (Entre deux eaux) et c'était cette composition qui irait plus tard faire de lui un héros national en Espagne ». Paco de Lucía ne savait pas lire la musique, et Michael Laucke s’est proposé de lui apprendre. Mais il refusa. Lorsque la question se posa, de savoir si Michael Laucke devait interpréter en public les compositions de Paco de Lucía, il lui a conseillé « tu dois le faire dans ton propre style ».
Pendant cette période, Paco de Lucía et Michael Laucke donnèrent un concert à l'ambassade d'Espagne, et c’est là que la comtesse Elsa Peretti, créatrice de bijoux chez Tiffany, a entendu les deux guitaristes pour la première fois. Elle les a immédiatement invité à une de ses soirées dans son penthouse de New York, « la chose la plus proche du salon intellectuel et artistique qui puisse se trouver ces jours-là ». Ils donnèrent des concerts pour la jet-set à New York, y compris pour le couturier Calvin Klein, Andy Warhol, Halston, et Giorgio di Sant'Angelo (en). « Je n'avais que 21 ans à l'époque, et tout cela ressemblait à un rêve », se souvient Michael Laucke.
Les deux guitaristes donnèrent une série de concerts qui combinaient les deux répertoires. Beaucoup de journaux parlèrent de cette association. Le magazine Voir écrivit , « Faire de la musique et vivre à côté d'un tel être a donné à Michael Laucke une tout autre vision de cette musique qui lui semblait auparavant trop facile pour sa formation classique. Cette cohabitation donna lieu à des échanges culturels privilégiés dont Michael Laucke porte en lui le trésor et l'exclusivité. C'est cette année seulement qu'il a réussi à enregistrer les pièces que lui a transmises de Paco de Lucia. Le style de Paco de Lucia, bien sûr, lui est personnel, comme tout flamenco appartient à son créateur, mais il subsiste dans l'interprétation de Michael Laucke l'esprit que le compositeur a su lui insuffler ». Le magazine espagnol El Popular dit: « En outre, le grand guitariste Laucke est convaincu que le flamenco possède d'énormes pouvoirs de séduction. 'Les harmonies et le rythme ne laissent personne indifférent' dit Michael Laucke ».
Le journal Aurora (Israël) a déclaré, « Michael Laucke avait surtout deux grands masters: Segovia à la guitare classique et de Lucía en flamenco. Segovia n'a pas apprécié le flamenco et l'a souvent désigné comme une musique de taverne. Michael Laucke ne partage pas cet avis et parle d'œuvres d'art, dans les compositions de Sabicas et de Paco de Lucia, qui contiennent les secrets cachés de cette origine, forme pure de l'expression de la musique espagnole ». Michael Laucke estime que, « Pour un guitariste c'est tout ce qu'il y a de plus enrichissant parce que c'est une musique faite pour la guitare ce qui permet au guitariste classique d’apprendre d’autres techniques, même si c’est difficile ».
La rencontre avec de Paco de Lucía a conduit Michael Laucke à effectuer deux styles de guitare incompatibles. « J'ai même « flamencoisé » le compositeur classique Albeniz ». (Voir la section des médias ci-dessous) En 1991, Michael Laucke enregistra des compositions de Paco de Lucía sur son CD Spanish Guitar Stories, sans doute la première fois qu'un guitariste enregistrait ses œuvres, à part Paco de Lucia lui-même. Paco de Lucía partagea son appréciation de ce CD, en disant « très beau, tout, de a à z, même mes pièces! »

## Contributions au répertoire de la guitare

### Transcriptions
La SOCAN répertorie 112 œuvres classiques transcrites pour la guitare par Michael Laucke, élargissant ainsi le répertoire de la guitare. La Bibliothèque et Archives du Canada et les Bibliothèques canadiennes (en) répertorient 43 enregistrements de musique, de partitions musicales de transcriptions pour guitare et des articles sur la guitare canadienne écrits par Michael Laucke. Waterloo Music Company (en) publia et distribua 24 des transcriptions de guitare de Michael Laucke, comprenant des œuvres de JS Bach, Luis de Narváez, Eric Satie, Heitor Villa-Lobos et d'autres. (Voir la section des médias ci-dessous pour la transcription de JS Bach Bourrée et Double (vidéo)).

#### Trois Gymnopédiesd'Eric Satie
Pendant son séjour dans le village de Greenwich, New York dans les années 1970, Michael Laucke s'intéressa à la musique française d'Eric Satie, «premier hippie au monde». À cette époque, seulement des transcriptions simplifiées des Trois Gymnopédies existaient pour la guitare. Michael Laucke décida alors de créer une transcription pour guitare de ces trois œuvres à partir de la partition de piano. Déterminé à adapter toutes les notes de la version originale de piano aux six cordes de la guitare, au cours de trois semaines, il a calculé le nombre de fois que les cordes ouvertes (les cordes lesquelles ne nécessitent pas un doigté de la main gauche pour résonner) se produiraient par note.
En 1979 Michael Laucke signa avec la Waterloo Music Publishing Company, qui, cette année-là, publia en partition la transcription des Trois Gymnopédies, première de nombreuses transcriptions de Michael Laucke publiée par Waterloo et sans doute la seule version pour guitare à inclure toutes les notes de la composition originale pour piano,. En 1985, la société créa La Série Michael Laucke comprenant ses arrangements de guitare et ses transcriptions.
Dans les notes d'introduction de sa partition des Trois Gymnopédies, Michael Laucke mentionne: « Les harmonies caractéristiques de plusieurs œuvres d'Eric Satie lesquelles font partie de la période impressionniste, quoique originellement écrites pour le piano, tendent à s'adapter naturellement à l'expression idiomatique de la guitare. Ce qui m'a incité à faire ces transcriptions qui enrichiront le répertoire de la musique impressionniste existant actuellement pour la guitare, tout en demeurant fidèle aux intentions du compositeur ».
Après avoir donné de nombreux spectacles de ces œuvres, Michael Laucke les a enregistrées sur son CD intitulé Flamenco Road, qui est resté numéro un des palmarès vidéo à travers le Canada durant six semaines. Les notes de pochette mentionnent « Mes arrangements de ces Trois Gymnopédies comprennent toutes les notes de la version originale pour le piano. C’est d’ailleurs un procédé assez compliqué que de placer tous les sons du piano confortablement sur les six cordes de la guitare. Dans l’enregistrement actuel, je me suis servi d’une seule guitare, sans doublage. J’ai joué le tempo un peu plus rapidement qu’au piano, en raison de la plus courte résonance des notes de la guitare. J’emploie la technique du vibrato et des glissements qui ajoutent une expression chaleureuse à cette musique, à la fois exotique, mystique, et d’un charme indéniable ».

### Œuvres originales
Vingt-cinq œuvres atonales canadiennes originales ont été écrites pour Michael Laucke, y compris le Concerto Flamenco pour guitare et orchestre symphonique par Michel-Georges Brégent,,, Me duele España par François Morel,  Exploration par Jean Papineau-Couture, et Pour guitare, seule œuvre de Claude Vivier pour la guitare. Michael Laucke exécuta toutes les vingt-cinq œuvres dans de grandes salles, à la radio de Radio-Canada et sur ses albums. Vingt-trois d'entre elles ont été commanditées par et dédiées à Michael Laucke. (Voir le tableau ci-dessous).
En 1984, les critiques ont commencé à remarquer la croissance de nouvelles œuvres canadiennes pour guitare inspirées par Michael Laucke. Dans La Presse, un journal canadien, le critique musical Claude Gingras trouve dans Michael Laucke « un interprète on ne peut plus convaincant ». Le compositeur canadien Claude Vivier a exprimé son appréciation à Michael Laucke. Dans ses lettres, Vivier affirme « un immense talent musical. Rarement, j'ai pu rencontrer un musicien d'une aussi grande qualité et surtout d'une aussi grande intégralité et intensité de pouvoir de travail »,.

## Faits saillants et prix

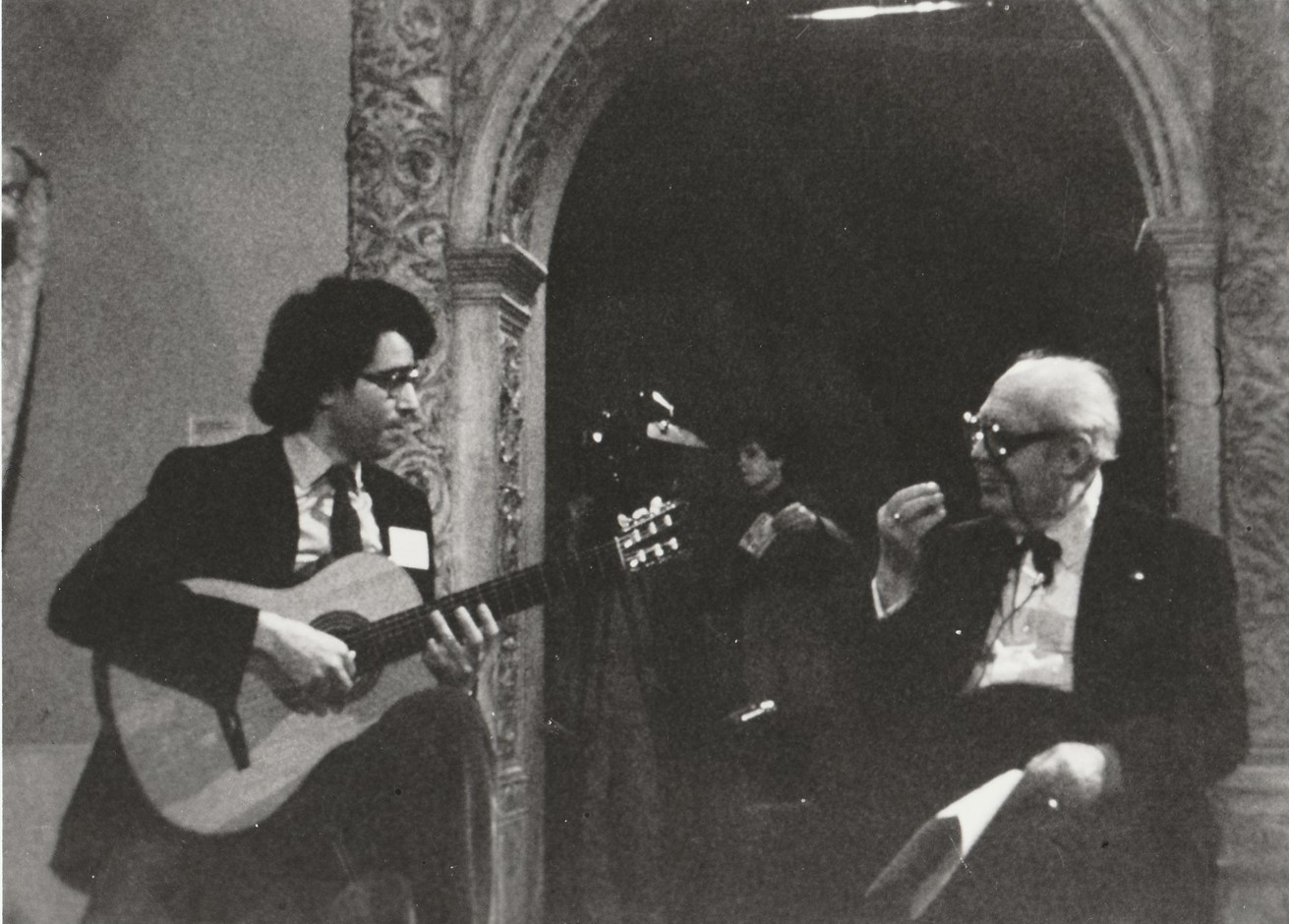
Michael Laucke avec Andrés Segovia pour PBS TV au Metropolitan Museum of Art de New York
Laucke with Andrés Segovia—PBS TV at Metropolitan Museum of Art NYC

- En 1976, il a donné une série de concerts aux Jeux olympiques de Montréal, retransmis en direct sur TV Radio-Canada[20]
- En 1979, Michael Laucke a remporté le Grand Prix du Disque pour le meilleur enregistrement canadien[94]
- En 1981, Michael Laucke a été invité, en tant que lauréat du Prix Jules-Léger de la nouvelle musique de chambre, à donner un concert d'honneur pour Son Excellence le très honorable Edward Schreyer, gouverneur général du Canada et sa femme[37]
- En mars 1982, l'album de Michael Laucke Jade Eyes, pour CBS Records, a été considéré  par le magazine Guitare et Luth (Hawaii) comme le meilleur album international de guitare classique de l'année[38],[39]
- En 1982, il a été sélectionné par Andrés Segovia pour jouer une œuvre de 25 minutes de Manuel Ponce, qui a été filmé par le réseau PBS au Metropolitan Museum of Art de New York, après quoi il est devenu le seul disciple canadien de Andrés Segovia[7],[8].
- En 1986, pour le 450e anniversaire du premier voyage de Jacques Cartier et la découverte au Canada, le Patrimoine canadien a demandé à Michael Laucke d’enregistrer un album commémoratif. Michael Laucke a enregistré une musique que Cartier aurait entendu lors de son voyage vers le nouveau monde[95]
- En 1986, plusieurs publications musicales mentionnent la contribution de Michael Laucke à la guitare et son nouveau répertoire. La SOCAN, l'organisation du droit d'auteur du Canada, a déclaré dans le magazine La Scena Musicale (en), qu'elle considérait Michael Laucke comme l'un des "cinq plus célèbres solistes du Canada»[96]
- En 1986, il a créé une série de vidéos éducative très bien reçue des critiques de Guitar Player (en) magazine[43] et de Frets Magazine[44]
- En mai 1988, deux ans plus tard, le critique musical émérite Eric McLean a écrit dans La Gazette de Montréal  que Michael Laucke a reçu pleine reconnaissance des gouvernements fédéral et provinciaux du Canada ; ils considéraient que « plus que quiconque, il a contribué à l’essor de la guitare dans notre pays »[5].
- En 1991, Michael Laucke a donné la première mondiale du Concerto Flamenco avec l'Orchestre symphonique de Montréal, écrit pour lui par Michel-Georges Brégent et reçu comme « Brilliant » par les critiques[85]
- En 1992, Michael Laucke joua dans un film Super IMAX appelé Momentum, pour l'Office national du film du Canada. Le film a été montré au pavillon du Canada lors de l'Exposition universelle de Séville (Expo '92)[40]. Les pavillons les plus populaires étaient ceux de l'Espagne et du Canada
- En 1994 Michael Laucke est devenu l'un des directeurs fondateurs du MAC AIDS Fund, établi par son ami Frank Angelo, le cofondateur de MAC Cosmetics
- Le 12 septembre 2001, son CD Flamenco Road devient numéro un du palmarès vidéo à travers le Canada pendant cinq semaines consécutives[41]

## Vie privée

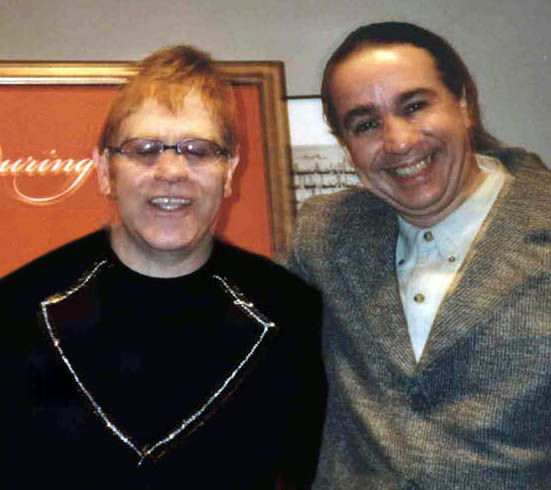
Laucke avec Elton John, tout en travaillant sur la lutte contre le VIH / SIDA

Michael Laucke était directeur et est actuellement membre fondateur honoraire du Conseil d'administration du Mac AIDS Fund (en) (M • A • F). Selon Michael Laucke, les administrateurs de M • A • F ont aidé à coordonner le film Pandemic: Facing AIDS par Rory Kennedy, et M • A • F est devenu le deuxième sponsor après la Fondation Bill et Melinda Gates, sponsor principal. Lors de la Journée mondiale du Sida en novembre 2002, une projection du film a eu lieu au Nations unies. L'organisation M • A • F, avec d'autres sponsors du film, ont été invités au Nations unies, où ils ont été distingués par le Secrétaire général, M. Kofi Annan, pour la mission de VIH / Sida.

## Média
| Fichier audio |
| "Asturias" (Leyenda), arrangée, transcrite et interprétée à la guitare par Michael Laucke |
| Cette interprétation flamenco utilise la basse, la flûte, et plusieurs instruments de percussion (claves, maracas, castagnettes spéciaux montés sur des blocs de bois, carillons et un grand gong) |
| modifier |

## Œuvres

### CD
| Titre                                  | Année | Étiquette                                           | Notes |
| -------------------------------------- | ----- | --------------------------------------------------- | --- |
| Flamenco Road                          | 2001  | Justin-Time Records (en)                            | Flamenco Road atteint le numéro un sur les palmarès vidéo à travers le Canada pour 5 semaines consécutives                                                                          |
| Michael Laucke & Fiesta Flamenco: Live | 1996  | DeMuzik Entertainment Group                         | ... Enregistré en direct à la Place des Arts, Montréal, Canada |
| Spanish Guitar                         | 1993  | METACOM                                             | |
| Momentum: IMAX Film (the music)        | 1992  | NFB Special Edition (National Film Board of Canada) | Le film a été montré au pavillon du Canada lors de l'Exposition universelle de Séville (Expo '92). Co-dirigé par Colin Low, il est le premier film en 48 images par seconde IMAX HD |
| Spanish Guitar Stories                 | 1991  | Intermede Communications                            | |
| Light Classics                         | 1990  | Intermede Communications                            | |

### LP
| Titre                                       | Année | Étiquette                         | Notes                                                                       |
| ------------------------------------------- | ----- | --------------------------------- | --------------------------------------------------------------------------- |
| Take A Short Cut                            | 1989  | Intermede Communications          |                                                                             |
| Canadian Guitar Music                       | 1987  | MLCO Records                      |                                                                             |
| Musique pour Jacques Cartier                | 1986  | RCI (Radio Canada International)  | Commandée par le gouvernement du Canada                                     |
| Canadian Guitar Quartet: Live From Montreal | 1985  | MLCO Records                      |                                                                             |
| Com-Possession                              | 1985  | McGill University Records         | Lauréat du Prix Jules-Léger pour la nouvelle musique de chambre,            |
| Divergences                                 | 1984  | RCI (Radio Canada International), |                                                                             |
| Jade Eyes                                   | 1980  | CBS /Aquitaine                    | ... le meilleur album international de guitare classique de l'année         |
| Trio 3                                      | 1979  | RCI (Radio Canada International)  | Membres Sayyd Abdul Al-Khabyyr (en), Pauline Vaillancourt et Michael Laucke |
| Michael Laucke, Guitarist                   | 1977  | RCI (Radio Canada International)  | Grand Prix du Disque[Lequel ?], Meilleur enregistrement canadienne          |
| Transcription                               | 1969  | RCI (Radio Canada International)  |                                                                             |

### Filmographie
| Titre                                        | Année | Corporation                                                                             | Producteur        |
| -------------------------------------------- | ----- | --------------------------------------------------------------------------------------- | ----------------- |
| Momentum (IMAX film)                         | 1992  | NFB (National Film Board of Canada)                                                     | Mark Zannis       |
| I Won't Dance                                | 1991  | LaGauchet Productions and Ciné Films Canada                                             | Raymond Gravel    |
| How to Play Solo Classical Guitar            | 1985  | Rogers Educational Video Productions                                                    | Nick NotarAngelo  |
| Michael Laucke: Guitar recital               | 1983  | CBC Winnipeg, Canada (Canadian Broadcasting Corporation)                                | David Waters      |
| Segovia: Metropolitan museum: a master class | 1982  | PBS (Public Broadcasting System) and Metropolitan Museum of Art, New York co-production | Nathan Kroll      |
| Form & Fire: Michael Laucke                  | 1981  | Concordia University, Montreal                                                          | Robert Frank      |
| Musique instrumentale: La guitare            | 1973  | Radio-Québec                                                                            | Robert Desrosiers |

### Œuvres atonales écrites pour Michael Laucke
Les œuvres suivantes ont été exécutées par Michael Laucke au Carnegie Hall (jouant l'œuvre de Jean Papineau-Couture), au Wigmore Hall (Michel-Georges Brégent), et à la National Gallery of Art (Claude Vivier). Au Canada, la SMCQ a honoré la contribution de Michael Laucke; il était en vedette dans un concert de deux heures comprenant des œuvres écrites pour lui.
Légende:
- RCI veut dire Radio Canada International label
- MUR veut dire McGill University label[104]
- CBC veut dire CBC enregistrement en studio ou en concert
- Date veut dire Date de l'album ou de l'enregistrement Radio-Canada.

| Date                         | Compositeur            | Œuvres                                                                                                  | Instrumentation                                                                                | Durée                                                     |
| ---------------------------- | ---------------------- | --- | ---------------------------------------------------------------------------------------------- | --------------------------------------------------------- |
| 03/06/70, RCI 367            | François Morel         | Départ                                                                                                  | guitare et orchestre de chambre                                                                | 9 min 25 s                                                |
| 08/04/72, RCI 367            | François Morel         | Iikkii                                                                                                  | guitare et orchestre de chambre                                                                | 16 min 30 s                                               |
| 05/01/76, CBC                | Claude Vivier          | Pour Guitare                                                                                            | guitare                                                                                        | 5 min                                                     |
| 05/01/76, CBC                | Walter Boudreau        | Le Cercle gnostique                                                                                     | voix, guitare (TRIO 3)                                                                         | 5 min                                                     |
| 09/23/80, CBC                | David Eagle            | Contrastare no 1                                                                                        | basse, flûte, guitare                                                                          | 10 min                                                    |
| 10/26/81, CBC                | Alan Crossman          | La Fille du Pecheur                                                                                     | voix, guitare                                                                                  | 15 min                                                    |
| 03/05/81, CBC                | Bruno Deschênes        | Calme en soi                                                                                            | guitare                                                                                        | 8 min                                                     |
| 02/25/82, RCI 457            | François Morel         | Me duele españa                                                                                         | guitare                                                                                        | 21 min                                                    |
| 02/25/82, CBC                | Claude Lassonde        | - Quatre études - Anachorétisme - Quatre mouvements - Image et Sonoritéé - Silène pur Satyre - La Règne | - guitare - guitare - guitare - deux guitares - flûte, guitare - voix, flûte, guitare (TRIO 3) | 4 min 14 min 8 min 30 s 4 min 20 s 5 min 20 s 15 min 30 s |
| 04/16/82, CBC & MUR 09/28/83 | John Rea (en)          | Com-possession                                                                                          | guitare, quatuor à cordes                                                                      | 15 min                                                    |
| 04/28/83, CBC                | John Burke (en)        | ...ascends at full moon                                                                                 | guitare, clarinette                                                                            | 15 min                                                    |
| 11/08/83, CBC                | Jean Papineau-Couture  | Exploration                                                                                             | guitare                                                                                        | 12 min                                                    |
| 01/14/83, CBC                | Michel Gonneville      | Le Sommeil, le Regard, le Choix                                                                         | guitare                                                                                        | 21 min                                                    |
| 03/18/83, RCI 497            | Wolfgang Bottenberg    | Three Amerindian Songs, Prelude                                                                         | voix, flûte, guitare (TRIO 3)                                                                  | 7 min 30 s                                                |
| 03/18/83, RCI 497            | Michel-Georges Brégent | Sapho                                                                                                   | voix, flûte, guitare (TRIO 3), violon et guitare                                               | 15 min 09 s                                               |
| 1983, RCI 583                | François Morel         | Divergences                                                                                             | guitare, violon                                                                                | 8 min 30 s                                                |
| 1983, RCI 583                | Denis Dion             | Pas de deux                                                                                             | guitare, violon                                                                                | 4 min 30 s                                                |
| 1983, RCI 583                | Leon Zukert            | Cobwebs in my Spanish castle                                                                            | guitare                                                                                        | 7 min                                                     |
| 09/25/86, CBC                | Donald Steven          | Chamber Concierto for guitar                                                                            | guitare, 15 instruments                                                                        | 20 min                                                    |
| 1991, CBC                    | Michel-Georges Brégent | Concierto Flamenco                                                                                      | guitare, orchestre (Orchestre symphonique de Montréal)                                         | 20 min                                                    |